# Bohuňovice (Olomouc)
Bohuňovice é uma comuna checa localizada na região de Olomouc, distrito de Olomouc.